# Hermandades de Gloria en Chiclana de la Frontera
Las Hermandades de Gloria en Chiclana de la Frontera (Cádiz) son asociaciones religiosas de la ciudad que reúnen en torno a sí las devociones populares de muchos ciudadanos, sumándose de esta forma a las hermandades de penitencia que forman parte de la Semana Santa de la ciudad. A diferencia de estas, que basan el culto en la pasión y muerte de Nuestro Señor Jesucristo, las Hermandades letíficas, o de glorias, normalmente se ciñen a temas iconográficos que versan sobre la vida de los santos, la infancia de Jesús, o los misterios gloriosos de Nuestra Señora en sus distintas advocaciones.
En Chiclana, existen cinco Hermandades de Gloria y un grupo parroquial que aspiran llegar a ser Hermandad. También procesionan la Virgen de Guía de la Hermandad de penitencia de Vera Cruz, una asociación María Auxiliadora Coronada de Campano y dos comisiones religiosas como son Santa Ana y Virgen Niña Copatrona de la Ciudad, y Nuestra Señora del Rosario.
 Estas, son las siguientes:

## Hermandad de los Remedios (Patrona)
Hermandad de Nuestra Señora de los Remedios, Patrona de Chiclana.
- Templo: Iglesia de la Santísima Trinidad (San Telmo)
- Reseña histórica: la Hermandad se funda en 1512.
- Imagen: Fue encontrada en el siglo XVI en un lugar conocido como los Palmaretes. Según la tradición, un pastor encontró en este lugar, guiado por una luz, una pequeña imagen de la Virgen, llevándola al convento de los Agustinos Ermitaños (hoy Agustinos Recoletos).
- Patronazgo: Proclamación como Patrona principal de la ciudad: 12 de julio de 1916 por Su Santidad el papa Benedicto XV.
- Salida procesional: celebra su salida procesional cada 8 de septiembre con motivo de su festividad.
- Paso: paso de alpaca plateada y templete.
- Costaleros: Peña de Costaleros Nazarena (25 en el paso).
- Música: Banda de Música Maestro Enrique Montero de Chiclana
- Cortejo: el Cortejo está formado por miembros de la Hermandad y por una representación de cada una de las Hermandades y Grupos Parroquiales de nuestra ciudad.
- Web: --

## San Juan Bautista (Patrón)
Hermandad Sacramental de San Juan Bautista, Santo Patrón de Chiclana
- Templo: Iglesia Mayor Parroquial de San Juan Bautista
- Reseña histórica: los inicios de la Asociación parroquial datan de 2009. En 2011 realizó su salida procesional con motivo del Corpus junto con la patrona después de muchos años. Desde ese mismo año, esta Hermandad mantiene su recuperada salida procesional. El 1 de abril de 2017, este grupo es nombrado oficialmente Hermandad Sacramental.
- Imagen: Es una talla que fue donada a la parroquia a finales del siglo XIX por el obispo Arbolí y procede del convento gaditano de Santo Domingo. Se relaciona su autoría con Don Francisco María Galeano uno de los maestros genoveses afincados en Cádiz.
- Patronazgo: El patronazgo de San Juan Bautista en nuestra ciudad es muy antiguo pudiendo datar del siglo XVI aproximadamente.
- Salida procesional: celebra su salida procesional (recuperada en 2012) cada 24 de junio con motivo de su festividad.
- Paso: en fase de realización por el tallista Pedro Manuel Benítez Carrión.
- Costaleros: Agrupación de hermanos costaleros del Grupo Parroquial (30 en el paso).
- Música: Agrupación Musical Lágrimas de Dolores de San Fernando
- Cortejo: el Cortejo está formado por miembros de la Hermandad y por una representación de cada una de las Hermandades y Grupos Parroquiales de nuestra ciudad.
- Web: http://sanjuanbautistachiclana.blogspot.com.es/

## Hermandad del Rocío
Hermandad filial de Nuestra Señora del Rocío de Chiclana.
- Templo: Iglesia de la Santísima Trinidad (San Telmo).
- Reseña histórica: los inicios del Grupo datan de 1987, pero no es hasta 2004 cuando es erigida Hermandad. En 2007 es bendecido el Simpecado. En 2012 esta Hermandad es proclamada filial 110 de la Matriz de Almonte, siendo Madrina la Hermandad del Rocío de la Línea de la Concepción.
- Imagen: Nuestra Señora del Rocío, Patrona de Almonte.
- Filialidad: Es filial de la Matriz de Almonte desde 2012.
- Salida procesional: Lunes de Pentecostes. Una semana antes, inician la peregrinación hacia la aldea almonteña.
- Autor del Simpecado: Ildefonso Jiménez es autor del bordado, mientras que Juan Carlos García Díaz es el autor de la imagen de la Virgen.
- Otros cultos: Triduo a la Santísima Virgen en mayo.
- Web: https://web.archive.org/web/20130813213353/http://www.hermandadrociochiclana.com/

## Hermandad del Carmen
Hermandad de Nuestra Señora del Carmen.
- Templo: Iglesia de San Sebastián.
- Reseña histórica: la primitiva corporación se funda alrededor de 1808 - 1812; pasando por etapas de decadencia y siendo reorganizada finalmente en 1981.
- Imagen: imagen anónima del siglo XIX.
- Salida procesional: celebra su salida procesional cada 16 de julio con motivo de su festividad, por las calles y partes del centro de Chiclana.
- Paso: paso de alpaca plateada.
- Costaleros: cuadrilla de hermanos costaleros de la Hermandad (30 en el paso).
- Música: Banda de Música Maestro Enrique Montero de Chiclana.
- Cortejo: el Cortejo está formado por miembros de la Hermandad y por una representación de cada una de las Hermandades y Grupos Parroquiales de nuestra ciudad.
- Web: --

## Hermandad del Carmen "Atunera"
Hermandad de Nuestra Señora del Carmen "Atunera"
- Templo: Parroquia de Nuestra Señora del Carmen, Capilla del Pino.
- Reseña histórica: Desde sus orígenes es sacada por los antiguos trabajadores de la fábrica de atún de Sancti Petri; actualmente es sacada por los pescadores de éste antiguo poblado almadrabero de Chiclana.
- Imagen: imagen anónima del siglo XX.
- Salida procesional: celebra su salida procesional cada 16 de julio con motivo de su festividad por aguas de La Barrosa.
- Paso: parihuela de pequeñas dimensiones desde la Capilla del Pino hasta Sancti-Petri y allí es montada en un barco de la Asociación de pescadores para su paso por aguas de La Barrosa.
- Costaleros: es llevada a hombros por hermanos de esta Hermandad.
- Música: Banda de Música Maestro Enrique Montero de Chiclana.
- Cortejo: lo forman hermanos de la Hermandad y pescadores del antiguo poblado almadrabero de Sancti-Petri.
- Web: --

## Grupos Parroquiales

### Divina Pastora
Grupo Parroquial de la Divina Pastora de las Almas y Beato Diego José de Cádiz
- Templo: Capilla del Santo Cristo.
- Reseña histórica: los inicios del grupo parroquial datan del año 2012. En 2013 tiene lugar la bendición y el traslado de la bendita imagen en Solemne Rosario de la Aurora desde la Iglesia Mayor Parroquial de San Juan Bautista hasta su sede canónica en la Capilla del Santo Cristo.
- Imagen: la imagen de la Divina Pastora de las Almas es obra del escultor Miguel Ángel Valverde.
- Salida procesional: su primera salida procesional tiene lugar el domingo 6 de octubre de 2013.
- Paso: Cuenta con paso propio, en fase de realización. Debido a un decreto lanzado por el Obispado de Cádiz y Ceuta para dicha Diócesis, solo puede realizar su salida (mientras no sea oficialmente Hermandad) en forma de Viacrucis, por lo que dicha realización ha quedado pospuesta.
- Costaleros: Agrupación de hermanos costaleros del Grupo Parroquial (35 en el paso).
- Música: Banda de Música de Nuestro Padre Jesús Nazareno de San Fernando (Cádiz).
- Cortejo: el cortejo está formado por miembros del grupo parroquial y por Hermandades y Grupos Parroquiales invitados.
- Web: http://divinapastorachiclana.blogspot.com.es/